# 1868年克羅地亞—匈牙利折衷方案
1868年克羅埃西亞匈牙利妥協協議簽訂於1868年，協議者為奧匈帝國的匈牙利王国和兩個帝國皇冠領地ㄧ克羅地亞王國、斯拉沃尼亞王國雙方。該協議明文規定克羅地亞歸屬於匈牙利，標誌著克羅地亞-斯拉沃尼亞王國在匈牙利王國境內作為自治王國成立，並承認克羅地亞高度自治的地位。不過協議中亦規定克羅地亞總督仍由匈牙利國王（亦同時為奧地利皇帝）任命及議會席位限制等。
1918年奧匈帝國解體之後，該協議被否定，克羅地亞脫離匈牙利之後，加入斯洛文尼亚人、克罗地亚人和塞尔维亚人国。